# Чжуанология
Чжуанология (чжуан: Cuenghhag / чжуэнха; кит. 壮学  чжуансюэ) — междисциплинарная гуманитарная отрасль знаний, сконцентрированная на комплексном изучении чжуан и регионоведении Гуанси-Чжуанского автономного округа Китая. Чжуанология одна из дисциплин востоковедения и находится на стыке китаистики, вьетнамоведения и таистики. Основоположником комплексных исследований языка, истории и культуры чжуанов считается один из основателей современной китайской этнографии, чжуан по национальности, Хуан Сяньфань (1899-1982).

## Центры чжуанологии
- Институт этнических исследований Гуанси. Основан в 1957 году.
- Университет национальностей Гуанси.